# Verd madur
Verd madur (en castellà Siega verde) és una pel·lícula espanyola estrenada el 1961 i dirigida per Rafael Gil Álvarez. És basada en la novel·la homònima de Josep Virós i Moyés i fou rodada als paisatges naturals del Pirineu. Es va fer una versió en català que no fou estrenada fins al 27 de maig de 1968.

## Sinopsi
En un poble del Pirineu català hi ha dues famílies centenàries, els rics de Can Pujalt i els arruïnats de Can Xanot. La filla d'aquesta darrera casa, la Xana, és atacada pel rodamón Met, però la salva l'hereu Enric Pujalt. Enric i Xana s'enamoren apassionadament i ella queda embarassada, però marxa del poble per no complicar la vida al xicot. Tanmateix, ell s'enfronta a la situació pel seu amor.

## Repartiment
- Marta Angelat
- Rafael Bardem - Vicari
- José María Caffarel - Dr. Ferran
- María de los Ángeles Hortelano
- Luis Induni - Xanot
- Carlos Larrañaga - Enric Pujalt
- Rafael López Somoza
- Guillermo Marín
- Matilde Muñoz Sampedro -Tia Caterina
- Luz Márquez - Pilar
- Consuelo de Nieva
- Elvira Quintillá
- Pepe Rubio - Manuel
- Jeanne Valérie - Xana

## Premis
Medalles del Cercle d'Escriptors Cinematogràfics
| Any  | Categoria     | Pel·lícula          | Resultat  |
| ---- | ------------- | ------------------- | --------- |
| 1961 | Millor música | Xavier Montsalvatge | Guanyador |